# Hudson Bay Mountain
Hudson Bay Mountain är ett berg i Kanada.   Det ligger i provinsen British Columbia, i den centrala delen av landet, 3 700 km väster om huvudstaden Ottawa. Toppen på Hudson Bay Mountain är 2 560 meter över havet, eller 102 meter över den omgivande terrängen. Bredden vid basen är 0,95 km. Hudson Bay Mountain ingår i Hazelton Mountains.
Terrängen runt Hudson Bay Mountain är bergig åt nordost, men åt sydväst är den kuperad. Hudson Bay Mountain är den högsta punkten i trakten. Trakten runt Hudson Bay Mountain är nära nog obefolkad, med mindre än två invånare per kvadratkilometer.. Närmaste större samhälle är Smithers, 11,2 km öster om Hudson Bay Mountain.
I omgivningarna runt Hudson Bay Mountain växer i huvudsak barrskog.